# Ray Luzier

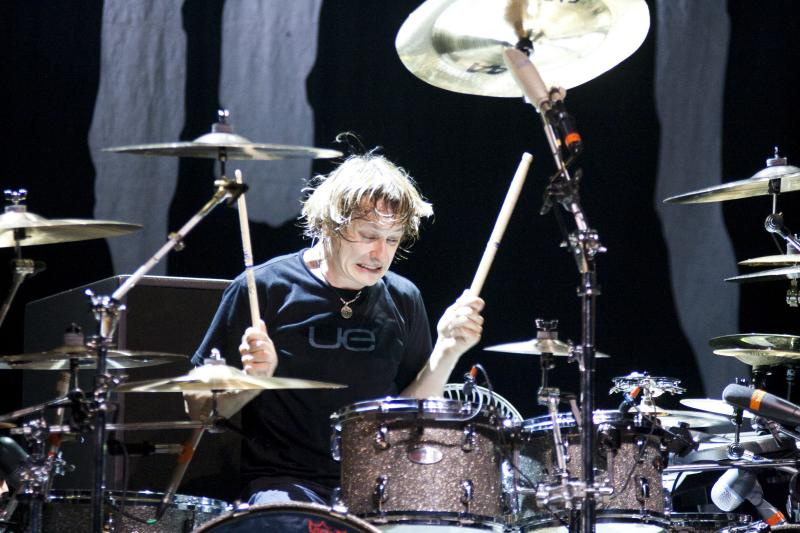
Ray Luzier, 2010

Raymond Luzier (Pittsburgh, 14 juni 1970) is een Amerikaanse drummer. Hij speelt sinds 2007 bij KoRn en is bandlid sinds maart 2009.

## Biografie
Luzier begon in 1990 op twintigjarige leeftijd met drummen. Hij speelde bij David Lee Roth en Army of Anyone en toerde met diverse artiesten en bands.
In maart 2009 volgde hij David Silveria definitief op als vaste KoRn-drummer. Hij heeft met KoRn tot nu toe vijf albums gemaakt.

## Discografie

### KoRn
- KoRn III: Remember Who You Are [2010]
- The Path Of Totality [2011]
- The Paradigm Shift [2013]
- The Serenity of Suffering [2016]
- The Nothing [2019]